# دينيس بوبوف (لاعب كرة قدم روسي)
دينيس بوبوف (بالروسية: Попов, Денис Владимирович)‏ هو لاعب كرة قدم روسي في مركز حراسة المرمى، ولد في 29 أغسطس 2002. لعب مع نادي روستوف.

## وصلات خارجية
- دينيس بوبوف (لاعب كرة قدم روسي) على موقع قاعدة بيانات كرة القدم.إي يو (الإنجليزية)
- دينيس بوبوف (لاعب كرة قدم روسي) على موقع Soccerway.com (الإنجليزية)
- دينيس بوبوف (لاعب كرة قدم روسي) على موقع عالم كرة القدم.نت (الإنجليزية)